# عدن النقيب (القفر)

تعديل مصدري - تعديل

عدن النقيب محلة تابعة لقرية العتبة، التابعة لعزلة بني مبارز بمديرية القفر إحدى مديريات محافظة إب في الجمهورية اليمنية، بلغ تعداد سكانها 75 حسب تعداد اليمن لعام 2004.